# São Sebastião da Amoreira
São Sebastião da Amoreira ist ein brasilianisches Munizip im Norden des Bundesstaats Paraná. Es hat 8.063 Einwohner (2022), die sich Amoreirenser nennen. Seine Fläche beträgt 228 km². Es liegt 673 Meter über dem Meeresspiegel.

## Etymologie
Der Name der Gemeinde ist eine Ehrerbietung an den Schutzpatron São Sebastião (deutsch: Heiliger Sebastian). Amoreira ist auf Deutsch der Maulbeerbaum, der in der Gegend im Überfluss gedeiht.

## Geschichte

### Besiedlung
Die Besiedlung von São Sebastião da Amoreira begann mit der Gründung des Distrikts Assaí im Munizip São Jerônimo.
Indem Assaí wuchs, bildete sich innerhalb des Distrikts ein neuer Bevölkerungsschwerpunkt, die Fazenda Três Barras. Dank der Hartnäckigkeit der ersten Siedler dauerte es nicht lange, bis dieses Patrimonium seine politische und administrative Autonomie erlangte. Die Geschichte der Fazenda Três Barras ist direkt mit dem Kaffeezyklus verbunden. Bei der Teilung der Stadt gaben die Besitzer dem Teil, in dem sich die heutige Stadt befindet, den Namen Amoreira.
Als die Dorfkirche gebaut wurde, wurde sie São Sebastião, dem Schutzpatron der Stadt, geweiht. So wurde das Dorf als São Sebastião da Amoreira bekannt. Es wurde 1947 zum Distrikt von Assaí erhoben.

### Erhebung zum Munizip
São Sebastião da Amoreira wurde durch das Staatsgesetz Nr. 790 vom 14. November 1951 aus Assaí ausgegliedert und zunächst unter dem Namen Amoreira in den Rang eines Munizips erhoben. Es wurde am 14. Dezember 1952 als Munizip installiert. Erst 1964 nahm es wieder den heutigen Namen São Sebastião da Amoreira an.

## Geografie

### Fläche und Lage

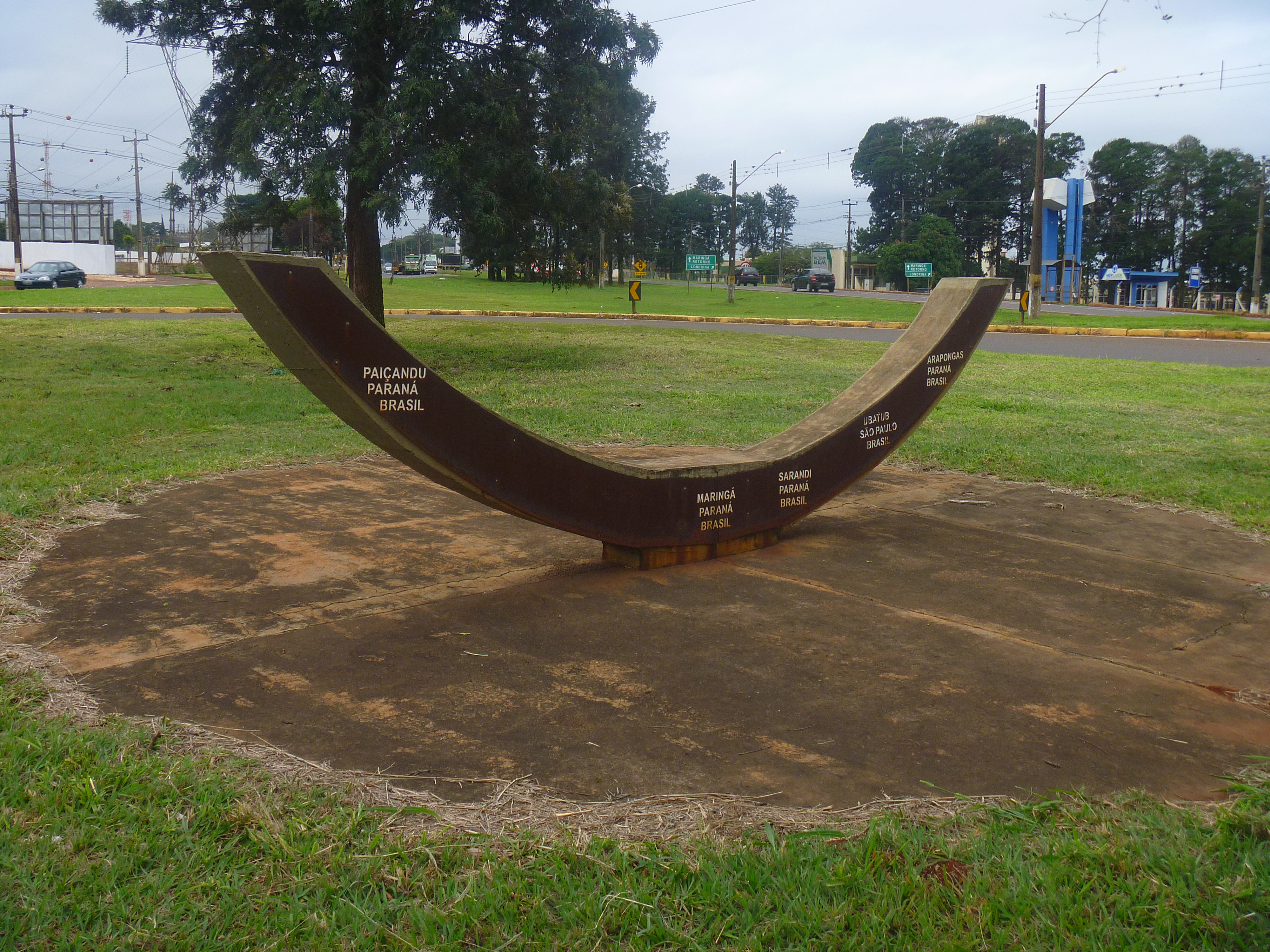
Markierung des Wendekreises des Steinbocks

São Sebastião da Amoreira liegt auf dem Terceiro Planalto Paranaense (der Dritten oder Guarapuava-Hochebene von Paraná). Seine Fläche beträgt 228 km². Durch das Munizip verläuft der südliche Wendekreis, der Wendekreis des Steinbocks. Es liegt auf einer Höhe von 673 Metern.

### Vegetation
Das Biom von São Sebastião da Amoreira ist Mata Atlântica.

### Klima
Das Klima ist warm und gemäßigt. Es werden hohe Niederschlagsmengen verzeichnet (1473 mm pro Jahr). Die Klimaklassifikation nach Köppen und Geiger lautet Cfa. Im Jahresdurchschnitt liegt die Temperatur bei 20,8 °C.

### Gewässer
São Sebastião da Amoreira liegt im Einzugsgebiet des Rio Tibaji. Das Munizip grenzt im Osten an dessen rechten Nebenfluss Rio Congonhas.

### Straßen
An der westlichen Grenze des Munizips verläuft die PR-090. Diese führt nach Norden bis an die Paranapanema-Talsperre Capivara und nach Süden bis Piraí do Sul. Über die PR-525 kommt man im Norden nach Nova América da Colina.

### Nachbarmunizipien
| Assaí | Nova América da Colina                        |                                          |
|       | Kompassrose, die auf Nachbargemeinden zeigt   | Santo Antônio do Paraíso und Nova Fátima |
|       | Santa Cecília do Pavão und Nova Santa Bárbara |                                          |

## Stadtverwaltung
Bürgermeisterin: Exilaine Gaspar,  MDB (2021–2024)
Vizebürgermeister: Ismael Justino da Silva, PL (2021–2024)

## Demografie

### Bevölkerungsentwicklung
| Jahr | Einwohner | Stadt | Land |
| ---- | --------- | ----- | ---- |
| 1960 | 17.315    | 18 %  | 82 % |
| 1970 | 12.809    | 14 %  | 86 % |
| 1980 | 6.931     | 37 %  | 63 % |
| 1991 | 7.943     | 57 %  | 43 % |
| 2000 | 8.548     | 77 %  | 23 % |
| 2010 | 8.626     | 88 %  | 12 % |
| 2022 | 8.063     |       |      |

Quelle: IBGE (2011)

### Ethnische Zusammensetzung
| Gruppe * | 1991    | 2000    | 2010    | wer sich als …                                                                   |
| --- | ------- | ------- | ------- | -------------------------------------------------------------------------------- |
| Weiße | 73,5 %  | 65,9 %  | 58,3 %  | weiß bezeichnet                                                                  |
| Schwarze | 2,7 %   | 1,9 %   | 4,3 %   | schwarz bezeichnet                                                               |
| Gelbe | 4,2 %   | 5,7 %   | 4,7 %   | von fernöstlicher Herkunft wie japanisch, chinesisch, koreanisch etc. bezeichnet |
| Braune | 19,5 %  | 26,1 %  | 32,7 %  | braun oder als Mischung aus mehreren Gruppen bezeichnet                          |
| Indigene | 0,0 %   | 0,3 %   | 0,0 %   | Ureinwohner oder Indio bezeichnet                                                |
| ohne Angabe | 0,1 %   | 0,0 %   | 0,0 %   |                                                                                  |
| Gesamt | 100,0 % | 100,0 % | 100,0 % |                                                                                  |
| *) Das IBGE verwendet für Volkszählungen ausschließlich diese fünf Gruppen. Es verzichtet bewusst auf Erläuterungen. Die Zugehörigkeit wird vom Einwohner selbst festgelegt. |         |         |         |                                                                                  |

Quelle: IBGE (Stand: 1991, 2000 und 2010) und Volkszählung 2022